# Partit de l'Alliberament
El Partit de l'Alliberament (en castellà: Partido de la Liberación, PL) és un partit polític de l'Argentina fundat en 1965. El partit es considera continuació d'Avantguarda Comunista, partit comunista fundat en el 1965.

## Trajectòria
El sorgiment del peronisme el 1945, el seu triomf electoral el 1946 i la seva il·legalització per la dictadura que el va enderrocar el 1955 i els governs que la van succeir, va tenir un fort impacte en el Partit Socialista (PSA), a conseqüència de la postura que s'havia d'adoptar enfront del peronisme, des de l'aliança a l'enfrontament frontal. Això va portar a múltiples divisions del PS (PSD, PSA, PSAA, PSP-García Costa, PSP-Estévez Boero, PSLN, PSU, Confederació Socialista).
Avantguarda Comunista (AC) va sorgir a partir d'un despreniment d'una d'aquestes escissions, el Partit Socialista Argentí d'Avantguarda (PSAA), que havia estat creat a finals de 1961, amb una postura de gran proximitat al peronisme, fins al punt de presentar les seves candidatures pròpies i cridar a votar la llista del peronisme a les eleccions de Buenos Aires de 1962, encapçalada pel sindicalista Andrés Framini. El sector que va procedir a fundar AC, liderat per Elías Semán, qüestionava l'acostament del PSAA amb el peronisme, així com l'acceptació de la via electoral i pacífica, sostenint que s'havia d'adoptar una clara ideologia comunista, a partir dels postulats marxista-leninistes, estalinistes i maoistes, i adoptar la lluita armada (sota la consigna de «Ni cop ni elecció, revolució!»), però criticant l'estratègia «guerrillerista» que havia adoptat la Revolució Cubana, per defensar una estratègia «insurreccionalista», sobretot a partir del Cordobazo de 1969.
Finalment, el 5 d'abril de 1965, durant el govern del radical Arturo Illia, triat amb la proscripció tant del peronisme com del frondizisme, es va fundar Avantguarda Comunista, adoptant explícitament la ideologia del marxisme-leninisme-maoisme, convertint-se en el primer partit maoista a l'Argentina. Aquesta ruptura ideològica interna entre els partidaris d'una teoria revolucionària —entre els quals es trobava AC— i els partidaris de les vies reformistes, va donar lloc també a altres dos sectors de l'antic PSAA que van constituir, més tard, el partit Avantguarda Popular i el Partit Comunista Maoista (PCM) al marge d'AC. Elías Seman va ser elegit com a secretari general. Altres dirigents i integrants d'AC van ser Roberto Cristina, Rubén Kriscautzky, Mario Hugo Geller i Beatriz Perocio.
El 1966, un nou cop d'estat va implantar una dictadura de tipus permanent sota el comandament del general Juan Carlos Onganía. El maig de 1970, Onganía va ser derrocat per un cop d'estat intern, a conseqüència de l'aparició d'un ampli moviment insurreccional expressat en una sèrie de puebladas (com el Cordobazo) i organitzacions guerrilleres (com Montoneros i l'ERP). El 1971 es va realitzar el 1r Congrés Nacional d'AC, on va ser elegit secretari general Roberto Cristina.
El 1976, en el seu 2n Congrés, AC va adoptar el nom de Partit Comunista Marxista Leninista (PCML). Va ser il·legalitzat el 24 de març de 1976. En el seu 3r Congrés, realitzat el 1983, va adoptar el nom de Partit de l'Alliberament.
A les eleccions presidencials de l'Argentina de 1983, el partit va secundar externament la candidatura d'Italo Luder, que va resultar derrotat pel radical Raúl Alfonsín.
El Partit és crític del peronisme, inclòs el kirchnerisme, i el «nacionalisme burgès»:
| « | El PA tampoc està d'acord amb el seguidisme al nacionalisme burgès ni al peronisme en cap de les seves fraccions actuals (kirchnerisme, fernandisme i, encara menys, el massisme). Les anomenem desviacions «furgonetes», per ser furgó de cua d'una locomotora que maneja la gran burgesia nacional. Allí viatgen el PC, PCCE, PCR, Pàtria Gran i altres cultors del possibilisme, la teoria del mal menor i la subordinació al Front de Tots. | » |